# Martin Nilsson (politiker)
Jan Martin Henrik Nilsson, född 14 december 1969 i Seglora församling i Älvsborgs län, är en svensk politiker (socialdemokrat). Han var ordinarie riksdagsledamot för Jönköpings läns valkrets 1992–2006 (även ersättare under några dagar 1991 och en period i början av 1992).
Mellan 2007 och 2011 var Nilsson 2:e vice ordförande i kommunstyrelsen, tillika oppositionsråd, i Tyresö kommun. Sedan 2011 är Nilsson kanslichef för Socialdemokraterna i Stockholms stadshus. Nilsson har också varit ordförande för Socialdemokraterna i Jönköpings län 2001–2005.
På gymnasiet gick Nilsson samhällsvetenskaplig linje och därefter läste han vid Linköpings och Stockholms universitet. Han inriktade sig på statsvetenskap, nationalekonomi, juridik och statistik.